# Етиен Жофроа Сент-Илер
Етиен Жофроа Сент-Илер (на френски: Étienne Geoffroy Saint-Hilaire) е френски зоолог, континентален предшественник на британския еволюционист Чарлз Дарвин и основоположник на съвременното учение за инволюцията. Баща е на френския зоолог Изидор Жофроа Сент-Илер. Член на Френската академия на науките от 1807 г., а през 1833 става неин президент. Един от предшествениците на еволюционната теория на дарвинизма.

## Биография
Роден е на 15 април 1772 година в Етамп, Франция. През 1793 оглавява Факултета по история на гръбначните към Националния музей по естествена история. През 1798 – 1801 г. участва в експедиция в Египет.
Сент-Етиен влиза в научен спор с учението на Жорж Кювие за постоянството на видовете, защото смята, че еволюцията на организмите се дължи на решаващо влияние на външната среда. Подкрепя идеята за единството на органичния свят и учението на единен устройствен план на всички животни – гръбначни и безгръбначни.
Сент-Етиен е систематик на живата природа. Първооткривател е на 17 нови рода и вида бозайници. Изследва неизвестни дотогава на науката 57 рода и видове риби. Негова заслуга е откриването и изучаването на реликтната риба Polypterus. Пръв описва ягуарунди (Puma yagouaroundi).
Автор е на наименованията на редица зоологически таксони. В зоологическата номенклатура тези названия се допълват от съкращението „E.Geoffroy“.
Умира на 19 юни 1844 година в Париж на 72-годишна възраст.

## Памет
В негова чест е наречена южноамериканската дива котка на Жофроа (Leopardus geoffroyi).
Френският писател Оноре дьо Балзак посвещава романа си „Дядо Горио“ „на великия и знаменит Жофроа дьо Сент-Илер в знак на възхищение от трудовете и таланта му“.